# Коновалово (Омская область)
Коновалово — деревня в Тарском районе Омской области России. Входит в состав Вставского сельского поселения.

## История
Основана в 1675 г. В 1928 г. состояла из 70 хозяйств, основное население — русские. В составе Солдатовского сельсовета Нижне-Колосовского района Тарского округа Сибирского края.

## Население
| 1926 | 2002 | 2010 |
| ---- | ---- | ---- |
| 356  | ↘124 | ↘89  |